# Miss Sudáfrica 2020
Miss Sudáfrica 2020 fue la 62.ª edición del concurso Miss Sudáfrica. El concurso final se llevó a cabo el 24 de octubre de 2020 en The Table Bay Hotel, Ciudad del Cabo, con una transmisión en vivo de 2 horas simultáneamente en M-Net y Mzansi Magic. El concurso también fue televisado en vivo en YouTube a audiencias de todo el mundo.
Sasha-Lee Olivier de Gauteng coronó a Shudufhadzo Musida de Limpopo como su sucesora al final del evento. Representó a Sudáfrica en Miss Mundo 2021. Musida, siendo la ganadora, también recibió premios de más de 3 millones de rand, incluido un coche y una estancia gratuita de un año en el apartamento oficial de Miss Sudáfrica, situado en Sandton, Johannesburgo. La primera finalista Thato Mosehle recibió 250.000 rand y representó a Sudáfrica en Miss Supranacional 2021, la segunda finalista Natasha Joubert recibió 100.000 rand y representó a Sudáfrica en Miss Universo 2020.

## Resultados
- La candidata ganó en un concurso internacional.
- La candidata fue finalista en un concurso internacional.
- La candidata fue semifinalista en un concurso internacional.
- No clasificó

| Posiciones          | Candidata                                                       | Clasificación internacional                   |
| ------------------- | --------------------------------------------------------------- | --------------------------------------------- |
| Miss Sudáfrica 2020 | - Limpopo - Shudufhadzo Musida                                  | - Top 40 - Miss Mundo 2021                    |
| Primera finalista   | - Noroeste - Thato Mosehle                                      | - Segunda finalista - Miss Supranacional 2021 |
| Segunda finalista   | - Gauteng – Natasha Joubert                                     | - No clasificó - Miss Universo 2020           |
| Top 5               | - Eastern Cape – Melissa Nayimuli - Gauteng – Lebogang Mahlangu |                                               |

## Candidatas
Los diez finalistas se revelaron el 5 de agosto.
| Nombre                 | Edad | Provincia       | Ciudad natal   | Posición alcanzada  |
| ---------------------- | ---- | --------------- | -------------- | ------------------- |
| Aphelele Mbiyo         | 24   | Cabo Oriental   | Port Elizabeth |                     |
| Busisiwe Esther Mmotla | 27   | Gauteng         | Soweto         |                     |
| Chantelle Pretorius    | 24   | Gauteng         | Pretoria       |                     |
| Jordan van der Vyver   | 25   | Cabo Occidental | Durbanville    |                     |
| Karishma Ramdev        | 25   | KwaZulu-Natal   | Chatsworth     |                     |
| Lebogang Mahlangu      | 24   | Gauteng         | Soshanguve     | Top 5               |
| Melissa Nayimuli       | 24   | Cabo Oriental   | Butterworth    | Top 5               |
| Natasha Joubert        | 23   | Gauteng         | Centurion      | Segunda finalista   |
| Shudufhadzo Musida     | 24   | Limpopo         | Ha-Masia       | Miss Sudáfrica 2020 |
| Thato Mosehle          | 25   | Noroeste        | Stilfontein    | Primera finalista   |

### No finalistas

#### Top 15
El top quince se reveló el 24 de junio. Las siguientes cinco candidatas no avanzaron al top diez.
| Nombre               | Edad | Provincia       | Ciudad natal      |
| -------------------- | ---- | --------------- | ----------------- |
| Anarzade Omar        | 21   | Gauteng         | Johannesburgo     |
| Matsepo Sithole      | 21   | KwaZulu-Natal   | Pietermaritzburgo |
| Olin-Shae De La Cruz | 26   | Gauteng         | Sandton           |
| Palesa Keswa         | 23   | Estado Libre    | Sasolburg         |
| Savannah Schutzler   | 24   | Cabo Occidental | Rondebosch        |

#### Top 35
El top 35 se anunció el 11 de junio de 2020. Las siguientes 20 candidatas no avanzaron al top quince.
| Candidata             | Edad | Provincia       | Ciudad natal      |
| --------------------- | ---- | --------------- | ----------------- |
| Anica Myburgh         | 27   | Estado Libre    | Bethlehem         |
| Carla Peters          | 20   | Cabo Oriental   | Bethelsdorp       |
| Gabriella Koopman     | 23   | Gauteng         | Sandton           |
| Jamie Lee Harris      | 24   | KwaZulu-Natal   | Bluff             |
| Kadija Makhanya       | 23   | KwaZulu-Natal   | Umlazi            |
| Karabo Legodi         | 21   | Gauteng         | Soweto            |
| Kayla Neilson         | 27   | Gauteng         | Meredale          |
| Kea Mokorotlo         | 21   | Estado Libre    | Bloemfontein      |
| Lerato Manoko Malatji | 25   | Gauteng         | Orange Farm       |
| Lerato Siko           | 24   | Noroeste        | Potchefstroom     |
| Lesedi Phala          | 24   | KwaZulu-Natal   | Pietermaritzburgo |
| Lindokuhle Mvango     | 24   | Cabo Occidental | George            |
| Luvé Meyer            | 23   | Cabo Occidental | Brackenfell       |
| Melvarene Theron      | 25   | Gauteng         | Eldorado Park     |
| Nicole Wilmans        | 25   | Cabo Occidental | Stellenbosch      |
| Nkosazana Sibobosi    | 24   | Cabo Occidental | Ciudad del Cabo   |
| Olorato Major         | 24   | Cabo del Norte  | Warrenton         |
| Sherry Wang           | 25   | Gauteng         | Sunninghill       |
| Shevon Pereira        | 23   | Gauteng         | Johannesburg      |
| Stacy Gossayn         | 23   | Estado Libre    | Viljoenskroon     |

## Jurado

### Semifinales
Las siguientes cuatro jueces determinaron las 35 participantes que llegaron a las semifinales.
- Anele Mdoda - Personalidad de radio[10]
- Bokang Montjane-Tshabalala - Miss Sudáfrica 2010[10]
- Liesl Laurie - Miss Sudáfrica 2015[10]
- Adè van Heerden - Miss Sudáfrica 2017[10]

### Finales
- Zozibini Tunzi - Miss Sudáfrica 2019 y Miss Universo 2019[11]
- Anele Mdoda - Personalidad de televisión galardonada y personalidad de radio[11]
- Peggy-Sue Khumalo - Miss Sudáfrica 1996 y directora ejecutiva de Standard Bank Wealth South Africa[11]
- Leandie du Randt - Actriz, empresaria y oradora motivacional[11]
- Kim Engelbrecht - Actriz[11]